# Monotoca empetrifolia
Monotoca empetrifolia är en ljungväxtart som beskrevs av Robert Brown. Monotoca empetrifolia ingår i släktet Monotoca och familjen ljungväxter. Inga underarter finns listade i Catalogue of Life.